# Apistobranchus tenuis
Apistobranchus tenuis is een borstelworm uit de familie Apistobranchidae. Het lichaam van de worm bestaat uit een kop, een cilindrisch, gesegmenteerd lichaam en een staartstukje. De kop bestaat uit een prostomium (gedeelte voor de mondopening) en een peristomium (gedeelte rond de mond) en draagt gepaarde aanhangsels (palpen, antennen en cirri).
Apistobranchus tenuis werd in 1962 voor het eerst wetenschappelijk beschreven door Orrhage.